# Нобуко Йосія
Нобуко Йосія (12 січня 1896 , Ніїґата  — 11 липня 1973 , Камакура, Префектура Канаґава ) — японська письменниця, що працювала у періоди Тайсьо та Сьова. Була однією з найбільш комерційно успішних і плідних письменниць сучасної Японії, що спеціалізувалася на серійних любовних романах і художній літературі для юнок, а також була піонеркою японської феміністичної та лесбійської літератури. Кілька її історій знято у фільмах.

## Життєпис
Йосія народилася в місті Ніїґата, префектурі Ніїґата, проте виросла в містах Моока і Тотігі префектури Тотігі. Через те, що батько був соцпрацівником, сім'я часто переїжджала з місця на місце. І батько, і мати походили зі старовинних самурайських родин. Йосія Нобуко була молодшою дитиною в родині та єдиною дочкою. Ще в підліткові роки почала захоплюватися письменництвом.
Йосія не приховувала стосунки з партнеркою Тійо Моммой і охоче погоджувалася на численні інтерв'ю. Протягом війни жила в Камакурі; у 1962 році побудувала собі дерев'яний будинок і сад у традиційному японському стилі, котрі заповіла муніципалітету Камакури для облаштування культурно-освітнього центру для жінок. Нині в будівлі розміщується Меморіальний музей Йосії.
Йосія Нобуко померла в Камакурі 11 липня 1973 року від колоректального раку.

## Кар'єра
У своїх книгах Йосія активно використовувала опрацювання сучасної сексології. Одина з перших її збірок, «Хана моногатарі» (花 物語, «Квіткові історії», 1916—1924), що складалася з п'ятдесяти двох романтичних оповідань, здобула популярність серед студентської аудиторії. Більшість історій було присвячено романтичним захопленням між дівчатами (есу), — нерозділеним коханням з нещасливим фіналом.
Твір «Янеюра але нісьодзьо» (屋 根 裏 の 二 處女, «Двоє дівчат на горищі», 1919) — наполовину автобіографічного характеру, розвідає про стосунки авторки з сусідкою по студентському гуртожитку, у фіналі якого дівчата вирішують прожити разом все життя. Ця розповідь неприховано демонструвала феміністську спрямованість Йосії, а також її гомосексуальну орієнтацію. Розповідь «Ті але хате маде» («На краю землі», 1920), що удостоїлась літературної премії Осакського журналу «Асахі сімбун», піддавалася деякому християнському впливу.
У 1925 році Йосія почала видавати власний журнал «Чорна троянда», що проіснував всього вісім місяців. З цього періоду Йосія стала представляти кохання між жінками як «сестринство» на додаток до кохання до чоловіка, завдяки чому її проза могла не вважатися непристойною; кохання між дівчатами представлялося як платонічне почуття, що зникало після шлюбу.
Інші відомі роботи Йосії — «Жіноча дружба» (1933—1934), «Чоловіча цнотливість» (良人 の 貞操, 1936—1937), «Диявольське полум'я» (鬼火, 1951), «Сімейство Атака» (安 宅 家 の 人 々, 1964—1965), «Жінки Токугава» (徳 川 の 夫人 た ち, 1966) і «Дами будинку Тайра» (女人 平 家, 1971).
Тексти Йосії відрізняються великою кількістю звуконаслідовальної лексики, знаків оклику, сцен у незвичайних місцях — на горищах, верандах тощо, що створюють виразну мелодраматичну атмосферу.